# Лоран, Даниэль
Даниэль Лоран (фр. Daniel Laurent; род. 4 февраля 1949, Блай, Жиронда) — французский политический и государственный деятель, сенатор (с 2008), мэр Пона (2014—2017).

## Биография
Родился 4 февраля 1949 года в коммуне Блай, департамент Жиронда, Франция.
После окончания обучения Лоран переехал в департамент Приморская Шаранта, где стал заниматься собственным винодельческим хозяйством.
1 октября 2008 года Лоран был избран скнатором Франции от департамента Приморская Шаранта, сменив на этом посту Жана-Ги Бранже. В марте 2014 года он занял пост мэра города Пон, оставаясь в должности до 6 октября 2017 года, когда он был вынужден покинуть пост главы городской администрации из-за закона, не позволявшего ему совмещать посты мэра и сенатора.
В 2016 года Лоран поддержал кандидатуру Алена Жюппе для выдвижения на президентских выборах 2017 года от Республиканцев.